# Batalla de Romania
La batalla de Romania de la Segona Guerra Mundial comprengué diverses operacions a ó als voltants de Romania durant 1944, dins del Front Oriental. L'Exèrcit Roig llançà dues ofensives combinades contra les defenses alemanyes i romaneses per tal de crear la República Socialista Soviètica de Moldàvia i de tenir el camí obert vers els Balcans:
- la Primera batalla de Târgu Frumos, entre el 9 i el 12 d'abril, en el que el 2n Front Ucraïnès envaí les regions de Târgu Frumos i Botoşani, que acabà amb les tropes de l'Eix resistint l'assalt
- la Primera Ofensiva Iaşi-Chişinău, que tingué lloc entre el 8 d'abril i el 6 de juny, i que acabà en fracàs pels soviètics, amb les tropes de l'Eix resistien la invasió.[1]
- la Segona Ofensiva d'Iaşi–Chişinău, entre el 20 i el 29 d'agost, que acabà amb una victòria soviètica decisiva[2] Durant aquesta ofensiva, Romania canvià de bàndol, afirmant-se que aquest fet retallà la guerra en sis mesos.[3] El VI Armee va quedar rodejat i destruït per segona vegada; mentre que el VIII Armee es retirà a Hongria. Les pèrdues soviètiques van ser mínimes.
- l'Operació Aradskoi-Bucarest, entre el 30 d'agost i el 3 d'octubre, en la que les tropes soviètiques i romaneses van alliberar pràcticament tota Romania
- la batalla de Turda, una de les més llargues de la campanya a Transsilvània, en la que tropes del VIII Armee alemany i del 2n Exèrcit hongarès es defensaren de l'assalt de tropes soviètiques i romaneses
- la batalla de Păuliş, entre el 14 i el 19 de setembre, en la que les tropes soviètiques i romaneses obligaren als hongaresos a retirar-se cap a Cuvin.